# Hypobletus androyanus
Hypobletus androyanus är en skalbaggsart som först beskrevs av Desbordes 1916.  Hypobletus androyanus ingår i släktet Hypobletus och familjen stumpbaggar. Inga underarter finns listade i Catalogue of Life.